# Yumeko Mochizuki
Pour les articles homonymes, voir Mochizuki.
Yumeko Mochizuki (望月優芽子, Mochizuki Yumeko) est une pianiste classique japonaise.

## Biographie
Yumeko Mochizuki a un père avocat et mélomane et une mère qui jouait du piano et a commencé le piano à l'âge de trois ans. Elle étudie le piano avec Akiko Takayanagi à l'Université de musique Tōhō Gakuen, à Tokyo ainsi que la musique de chambre avec Yoshie Iwasaki et Masahiro Arita.
Elle a décidé de partir étudier en France après avoir effectué un stage de piano à Courchevel en 1995. En 1996, elle étudie au conservatoire supérieur de Paris dans la classe de Bruno Rigutto et, en 1998, au Conservatoire national supérieur de musique de Paris dans la classe de Victoria Melki. Elle a également eu l'opportunité de pratiquer avec la pianiste Alicia de Larrocha.
Elle reçoit différents prix, dont le diplôme supérieur de concertiste, le Grand prix de Salon-la-Bretèche de piano, le prix du public, le prix franco-japonais, de morceau improvisé ainsi que le diplôme d'honneur du concours Mari Canals de Barcelonne, le premier prix du concours Clefs d'or.[réf. souhaitée]
Yumeko Mochizuki enseigne au conservatoire de Bussy-Saint-Georges puis celui de Reims. En parallèle, elle donne également des concerts au Japon, notamment en tant que soliste avec l'Orchestre philharmonique du Japon en 2015. En 2022, elle retourne au Japon.

## Participations, liste non restrictive
Elle a joué dans de nombreux festivals et événements, notamment à la Maison de l'Europe de Paris, aux Flâneries musicales de Reims, avec Bruno Rigutto et Clara Novakova, au festival Piano en Arvor, au Festival du Marais à Paris, Ars terra...
Artiste engagée, elle a participé à de nombreuses actions de charité notamment en faveur de l'enfance comme un concert pour l'Institut Godinot de Reims, Graines d'espoir. 

## Albums
- Bouquet de France[7], 2012
- Les danses françaises[8], 2022.